# Agnes av Braunschweig-Lüneburg
Agnes av Braunschweig-Lüneburg, död mellan 1 augusti 1430 och 22 december 1434, begravd i Gadebusch, var genom äktenskap hertiginna av Pommern och Mecklenburg. Hon var dotter till hertig Magnus II av Braunschweig-Lüneburg (stupad 1373) och Katharina av Anhalt-Bernburg (död 1390).
Agnes gifte sig första gången omkring 1366 med greve Burkhard V (VIII) av Mansfeld (död 1389/1390). 
Agnes gifte sig andra gången i Celle 1389/1391 med hertig Bogislav VI av Pommern (död 1393). Paret fick en dotter:
1. Sofia av Pommern-Wolgast (född på 1300-talet, död före 21 augusti 1408), gift i Schwerin 12–13 februari 1396 med hertig Erik av Mecklenburg, son till styvfar Albrekt av Mecklenburg; äktenskapet var barnlöst.

Agnes gifte sig tredje gången i Schwerin 12–13 februari 1396 med förre svenske kungen Albrekt av Mecklenburg (1338/1340–1412). Paret fick en son:
1. Albrekt V av Mecklenburg (1397–1423), hertig av Mecklenburg och Schwerin

Agnes räknas inte som drottning av Sverige eftersom Albrekt definitivt var avsatt i Sverige innan de gifte sig, men i Mecklenburg ansågs hon vara titulärdrottning, eftersom han först 1405 erkände avsättningen och abdikerade som svensk kung.